# 한솔전람
한솔전람은 1985년에 설립된 전시회 기획사이다. 한국상품진흥원으로 설립한 지 3년 뒤에 한솔기획으로 명칭을 변경하였고, 1995년에 한솔전람으로 명칭을 다시 변경하였다. 1989년부터 2006년까지 여러 계열사를 설립하였다.

## 계열사
- 청진 시스템
- 제일 시스템
- 코리아 알트만 시스템
- 한솔 홈쇼핑
- 한솔 할인마트
- 한솔 비지니스 컨설팅
- 중국 청도 대송전람유한회사